# Аскос (съд)
Аскосът (гръцки ἀσκός, английски askos) е вид керамичен древногръцки и етруски съд, вероятно първоначално имитиращ мях за вино, който е бил правен от животински кожи или органи.
Съдът може да бъде с различни, неголеми размери и форми. Обикновено е кръгъл, с плоско дъно, но е възможно да бъде антропоморфен или зооморфен – да приеме формата на човек, птица, риба, или някакво животно. Снабден е с един или два, противоположно разположени чучура, които понякога са замрежени с цедка. В горната си част има дръжка. Аскосът обикновено е покрит с рисунки, характерни за периода, през който е създаден.
Производството на тези съдове в Древна Гърция и колониите ѝ в днешна Италия, датира без прекъсване от Бронзовата епоха до Римската империя. Археолозите не са успели да определят точната им функция. Предполага се, че служат за изливане на малки количества течност. Най-вероятно съдържат масло за пълнене на маслените лампи. Някои от тях са функционални и са използвани като съдове за вино. Тези, от Южна Италия, особено богато украсените видове от Апулия, никога не са били предназначени да бъдат функционални, а са произвеждани за поставяне в гробниците.
Важен аспект от древногръцкия погребален обичай е възлиянието, при което най-вероятно се ползва и аскосът. В този случай съдът се поставя на земята, накланя се и течността се излива през чучура. Така тя се откапва в съд без дъно и попада директно върху пръстта, в която е погребан починалия.
В България са намирани доста от тях и са експонирани в различни музеи в страната. В култовия комплекс „Долнослав“ край Асеновград е открит антропоморфен аскос от ІV хилядолетие пр.н.е. В селищната могила „До реката“ край с. Руманя е открит керамичен зооморфен аскос от Каменно-медната епоха. На Небет тепе в Пловдив е открит аскос от Желязната епоха, такъв е открит и в пещерата Магура. Аскоси от различни материали и с различни форми са изложени в музеите на София, Пловдив, Стара Загора, Плевен, Варна и други.
- Аскос-риба от Кипър (1450 – 1200 г. пр.н.е.)
- Аскос с формата на бик от Кипър (1400 – 1230 г. пр.н.е.)
- Кръгов аскос (10 век пр.н.е.)
- Йонийски зооморфен аскос, ориентализиращ период (7 век пр.н.е.)
- Червенофигурален аскос (350 – 325 г. пр.н.е.)
- Аскос от Апулия (330 – 300 г. пр.н.е.)

- Аскос с формата на гъска (310 – 250 г. пр.н.е.)
- Аскос от Гърция (2 век пр.н.е.)
- Аскос-прасе от Сицилия
- Аскос с два чучура
- Етруски аскос
- Атически червенофигурален аскос (420 – 410 г. пр.н.е.)